# 土井正三
土井 正三（どい しょうぞう、1942年〈昭和17年〉6月28日 - 2009年〈平成21年〉9月25日）は、兵庫県神戸市出身のプロ野球選手（内野手）・コーチ・監督、解説者・評論家。

## 経歴

### アマチュア時代
土井の父親は息子を政治家にしたかったため、「投票用紙に書きやすいように」という理由から、正三という名前が付けられた。育英高校では3番打者、遊撃手として活躍。
1959年の秋季近畿大会では決勝に進出。海南高の木原義隆に延長13回の末に完封負けを喫するが、1960年春の選抜への出場を決める。大会では2回戦（初戦）で北海高の佐藤進に抑えられて敗退。同年の夏は県予選決勝に進出するが、明石高に敗れ甲子園には届かなかった。高校同期に井上勝巳がいる。
1961年に立教大学へ進学。当時の立大は有力選手の中退が相次ぎ、東京六大学野球リーグでは在学中に優勝はできなかったが、中心打者として活躍。リーグ通算84試合出場、274打数67安打、打率.245、0本塁打。
1963年秋季リーグの明大2回戦では、牽制球で二塁に帰塁する際に、明大の住友平二塁手のスパイクを受けて負傷退場。住友と浪商高校同期の前田周治（立大－立正佼成会－河合楽器）との乱闘事件の引き金となる。
1964年春季リーグでは遊撃手としてベストナインに選ばれる。同季の慶大2回戦で渡辺泰輔がリーグ初の完全試合を記録したが、その試合の3番打者であった。同年10月11日には、東京五輪デモンストレーションゲームとして開催された日米大学野球選抜試合に二塁手として出場。大学同期（いずれも中退）に松本照夫、山口富士雄、森本潔がいた。同年11月20日に読売ジャイアンツと契約し、1965年に入団。
当初は実家の近所に在住していた別当薫を慕っていたことから、別当が監督を務めていた近鉄バファローズへの入団を希望していたが、別当が監督を解任されたことにより近鉄への入団を諦め、巨人への入団を決めた。

### 現役時代
1年目の同年は4月12日の中日戦（後楽園）に8番打者、遊撃手として初出場を果たし、5回裏に河村保彦から初安打を放つ。広岡達朗の控え遊撃手として起用されたが、6月からは二塁手も兼ね、新人ながら105試合に出場。同年の南海との日本シリーズは4試合に出場し、11月3日の第3戦（後楽園）では7回裏に代打2点適時打、11月5日の第5戦（後楽園）は9回裏に杉浦忠からサヨナラ適時打を放ち、2年ぶりのリーグ優勝・日本一に貢献。当時の巨人は前年の正二塁手であった船田和英が伸び悩み、開幕戦から須藤豊を先発に起用したものの長続きせず、瀧安治・塩原明も含めた定位置争いが続いていた。
1966年からは開幕から二塁手に定着。初めて規定打席（22位、打率.245）にも到達し、リーグ最多39犠打を記録。
前年から始まった「V9」の主力選手の一人としてチームに貢献し、V9前半の1960年代後半は主に2番打者を務め、クリーンナップである王貞治や長嶋茂雄への繋ぎ役であった。打撃面では追い込まれたカウントでもファウルで粘ったり、右翼方向を狙うなど、玄人好みの打撃が光った。
1967年は打率.289（10位）、1968年は.293（6位）と2年連続で打撃ベストテンに入った。また、犠打などの小技や走塁技術にも優れ、二塁手としても堅実で破綻が少ない守備を見せ、1968年と1969年の2年連続でベストナインのタイトルも獲得。
土井が名声を挙げたのは、1969年の阪急との日本シリーズでの本塁突入の走塁である。10月30日の第4戦（後楽園）の4回裏、無死一、三塁でダブルスチールが敢行された。阪急の捕手・岡村浩二から二塁手・山口富士雄を経て再び送球を受けた岡村は、本塁突入を図った三塁走者の土井をブロック。傍目にはブロックが完全に成功したように見えたが、球審の岡田功はセーフの判定を下した。この判定を信じられず激昂した岡村は同球審に暴力を振るい、日本シリーズ史上初の退場処分を受けた。試合後、川上哲治監督は土井に「ベースを踏んだのか」と聞くと、土井は「踏んだ」と無表情に答えたという。その翌31日に岡村のブロックを掻い潜って股の間からホームベースを踏む土井の足を写した写真が、各新聞の第一面に掲載された。このことから、土井の走塁技術と審判の的確さが賞賛された。同走塁はメディアにおいて「奇跡の走塁」と評され、土井は「忍者」と称された。
V9時代後半の1970年代前半には7番や8番など下位打者を務め、引き続き正二塁手としてチームを支えた。上田武司や富田勝とのポジション争いも制したが、1974年は遊撃手に河埜和正を抜擢したため、正遊撃手であった黒江透修と共に二塁で併用になる。
1975年9月4日の大洋戦（後楽園）で9回裏に山下律夫から三塁内野安打を放ち、通算1000安打を達成。
1976年は三塁手から本職へコンバートのデービー・ジョンソンに定位置を譲るが、1977年から1978年にかけては正二塁手に返り咲く。特に1978年は大洋から本職が二塁手のジョン・シピンが加入するもシピンは主に外野手として起用され、土井は打率.285、リーグ最多の27犠打を記録し、ダイヤモンドグラブ賞を獲得するなど活躍。土井自身はこの好成績に年俸アップを考えていたところ、長谷川実雄球団代表から現役引退・コーチ専任の打診を受ける。これは一軍守備走塁コーチであった黒江透修を解任してその後継に土井を充てるという目的であった。土井は現役続行の意志があった上に、コーチ専任によって収入が半減することもあって抵抗するが、長谷川の説得に折れ、10月12日に現役を引退。なお、日本選手で引退年の規定打席到達者は土井を含め10名のみ（山本浩二＝.276、西沢道夫＝.275、正田耕三＝.274、藤原満＝.262、新庄剛志＝.258、衣笠祥雄＝.249、川上哲治＝.246、長嶋茂雄＝.244、王貞治＝.236）。

### 引退後
引退後は巨人の一軍守備・走塁コーチ（1979年 - 1980年）を務め、1979年オフには地獄の伊東キャンプに参加。中畑清の代名詞「絶好調」の生みの親となったが、長嶋の監督解任に伴い1980年10月24日に退団。
退団後は日本テレビ「○曜ナイター」解説者（1981年 - 1985年）を務め、1982年6月には関本四十四と共に野球指導のために中国・北京市に招待され、再び巨人の一軍守備コーチ（1986年 - 1988年）を務めた。ウォーレン・クロマティは「ドイは口うるさいのが玉に傷だったが、好感を持っていた。ナイスガイだった」と記している。
2度目の退団後は日本テレビ「○曜ナイター」・ラジオ日本「ジャイアンツナイター」解説者（1989年 - 1990年）を務め、1990年9月20日にはオリックス・ブルーウェーブ監督に就任。土井の前に長嶋に監督要請するが断られ、長嶋が土井を推薦し監督に就任するに至った。山内一弘をヘッド兼打撃コーチ、外木場義郎を二軍投手コーチで招聘。前年のオリックスは「ブルーサンダー打線」と愛称がつけられた打高投低のチームで、ゲーム差なしで優勝を逃していた。阪急西宮球場から両翼が8m近くも広くなるグリーンスタジアム神戸への移転のため、当然本塁打の減少が予測され、打線に従来の破壊力は期待できない一方、投手には有利となる状況であった。監督1年目の1991年は、順位こそAクラスである3位（勝率.504）であったが、開幕直後から負けが込み優勝争いには絡めず、上位の西武や近鉄には大きく負け越した。1992年にはシーズン前のキャンプで、当時ルーキーであった田口壮など若手の選手に内野守備を指導するため新品のグラブを用意した。田口を開幕スタメンに起用し、また非常に厳しい指導を施したが、結果としては田口は指導が合わず送球イップスにかかってしまい、土井退団後の1994年に外野手にコンバートされた。同年は勝率5割未満（勝率.492）ながらAクラスは維持。1992年オフに阪急時代からの主力打者松永浩美が阪神の野田浩司とトレードされ、1993年は大学の後輩小川亨を打撃兼外野守備走塁コーチで招聘し移籍してきた野田が最多勝を獲得する活躍などで勝率は.556と上がったが、3年連続3位に終わり10月7日に退任が正式に決まった。
この3年間はすべて前半戦終了時Bクラスからの3位という形でシーズンを終えており、阪急以来のファンからは反感を買い続け、3年間受け入れられることはなかった。契約最終年の1993年はシーズン中、井箟重慶球団代表に「僕は来年も契約してもらえますか?」と聞き、その後は「あんた、オレをクビにするつもりだろう」と何度もカマをかけたが、井箟に最後の最後まで「まだ、決めていない」で通された。
ペナントレース終盤、監督室で井箟に契約を更新をしないと通告され「あんたが決めて、監督を代えるようにオーナーに言ったんだろ!」と悪態をついたが、チーム方針ですでに決定事項だと説明すると、さすがに観念した様子で「わかりました」と言い、井箟によるとわだかまりやしこりは残らなかったという。3度目の巨人コーチ時代には野村貴仁のトレードにも関わり、「長嶋監督が欲しいと言っているので」と井箟に交換トレードを打診して来たという。
テリー伊藤は自身の著書の中で「V9ブランドに憑依された哀しみの「黒子」監督」と評している。
オリックス監督退任後は日本テレビ「劇空間プロ野球」・ラジオ日本「ジャイアンツナイター」解説者（1994年 - 1995年）を務め、1995年10月18日に古巣・巨人に一軍総合守備コーチとして復帰。1996年には2年ぶりのリーグ優勝に貢献するが、日本シリーズではオリックスに敗れた。1998年からは一軍内野守備コーチを務め、攻撃時は三塁ベースコーチを担当したが、同年シーズン終了後に契約満了で退団。長嶋一茂との確執はあったものの、ルーキーの年にサードを守っていた仁志敏久が翌年にセカンドにコンバートした際に熱心な指導をして不動のセカンドに育て上げた。仁志はセカンドとしての守備のあり方を指し示してくれた恩人として、土井をコーチとして高く評価し、感謝の意を表している。また仁志は「お互いに主張が強いため、初めのうちは意見を言い合う場面もあった。しかし、本格的に指導を受けるようになってからは私にとって良き理解者であり、知っていることを全て教えてくれる最高の指導者だった。」と述べている。
退団後は解説者の傍ら、プロ野球マスターズリーグ「札幌アンビシャス」監督（2006年）、東京スポーツ評論家を務めた。2007年6月8日、巨人軍通算5000勝記念イベントの一環として行われた、V9ユニフォーム復刻シリーズ初日のV9戦士勢揃い始球式に、歩行もおぼつかない車椅子姿で参列した。同イベント終了後、本人が膵臓がんを患い3月に手術を受けたことを公表。入院加療していたが、7月27日に退院。
それ以後は2008年1月のプロ野球マスターズリーグ表彰式に姿を現した以外は自宅療養を続けていたが、2009年9月25日12時24分、東京都内の病院で死去。67歳没。戒名は「専心院法巧日正居士」。
葬儀は9月29日に東京都大田区の池上本門寺で営まれ、約300人の球界関係者などが参列し、車椅子で川上が「君がいなければV9は無かった」と弔辞を約15分間読み捧げた。この土井の葬儀が、川上が公の場に姿を表した最後となった。
一般のファンも約300名が外で別れを惜しんだ。土井の闘病の様子は、2009年1月18日に放送された『映像'09「二番・セカンド土井」』（毎日放送）、及び同年3月29日に放送された『報道特集NEXT』（TBSテレビ）にて紹介されており、『報道特集NEXT』における2009 ワールド・ベースボール・クラシックの決勝戦（日本対韓国）の模様を私邸のベッドから起き上がりながらテレビ観戦している映像が、事実上公の場での最後の姿となった。

## 指導者としての評価

### イチローとの関係

#### 世間からのイメージ
オリックス監督時代の土井につきまとう評価は「イチローを見出せなかった」というイメージである。そして、イチローに「振り子打法」をやめるように指示したといわれており、世間からはその後のイチローの活躍から、見る目がなかったという厳しい評価を下されることが多かった。当時の土井はマスコミに対しても「鈴木のあの打法はプロ野球では通用しない」と公言。監督退任後も「あの振り子はイチローにしか出来ない打法であって、本来プロでは通用しない打法である」という主張は曲げておらず、「たとえイチローが4割打とうとも私は彼の打法を認めない」と発言していた。なおイチローもメジャーリーグへ移籍後は振り子打法を封印している。

#### 実際のイチローとの関係
1992年春季キャンプでは、土井は球団社長や宮内義彦オーナーに異例の二軍キャンプ視察を促した。そして、川上哲治がオリックスのキャンプを視察に訪れた際には、土井は新人のイチローを「福本豊の後継者になれる」「15年間はチームのリードオフマンを張れる逸材かもしれない」と評価しつつも、「鈴木の性格には難がある（生意気である）為、その性格が直るまでは（一軍で）使わない」と川上に話していたという。
1993年は高卒2年目の鈴木一朗（当時）を開幕戦にスタメンで起用し、その後しばらく一軍で起用していた。その後、「一軍のベンチに置くくらいなら二軍で4打席を与えたかった」ため、代走で出した試合の牽制球アウトをきっかけに二軍へ落とした（開幕から二軍落ちまでの打撃成績は12打数1安打）。土井は1996年2月のインタビューで、「間違ったことをしたとは思わない。1993年は春から使ったが打率は1割7～8分そこそこ。順番を付けるとしたら5番目の外野手。僕は3年契約最後の年だったし、そういう選手を使う度量も余裕もなかった」と語っている。また、パンチ佐藤は、イチローが野茂からプロ入り初本塁打を放った翌日に二軍落ちさせられたというエピソードを語っているが、これは誤りであり、その後7試合連続で起用（うち6試合で先発出場）されたが、20打数4安打、打率.200・出塁率.238・長打率.250と結果を残せず二軍落ちというのが真相である。
また、イチロー入団時のオリックスの外野は高橋智、本西厚博、藤井康雄の主力に、タイゲイニー（1993年入団）、柴原実、山森雅文、佐藤和弘（現：パンチ佐藤）、DHは石嶺和彦という攻・走・守全ての面でメンバーで固められており、当時1・2年目のイチローが入る余地がなかったとも言える。そのような中でも土井はイチローを高卒の新人選手としてはかなり優遇して使っており、1992年には7月以降9番打者や2番打者としてたびたびスタメン出場させたり、1993年の開幕戦にもスタメン出場させたりしている。また、イチローが全国区となった1994年は、石嶺がFAで退団、藤井、タイゲイニー、高橋智の出遅れが重なっていたという事情もあった。
1996年2月、イチローが2年連続首位打者に輝いた後のインタビューでは、「入団した年に初めて見た時からイチローはいずれ首位打者をとると確信していたが、ひ弱に感じた。タイトル争いをするとのみ込まれちゃう。一回ガツンと下へ落とせばたくましくなるだろうと思った」「ところが、200本安打の大記録をイチローはあっさりやってのけた。この2年間、『オレのやり方は違っていたのか』と考えさせられたのも事実。今の若い子に精神力なんて関係ないのかな、プレッシャーのない人間もいるんだなと……。結局、僕の方が教えられたな」と語っている。
また、振り子打法を考案した河村健一郎は、「イチローを二軍に落とすよう主張したのは、ダウンスイングに打法改造するよう指示した一軍打撃コーチであり、土井監督は打撃コーチの意見を尊重せざるを得なかったにすぎない」と述べている（ここで触れられている「（一軍）打撃コーチ」とは土井がオリックスで監督を務めた3年間、一貫してヘッド兼打撃コーチとして在籍した山内一弘のことである。山内は土井より10歳年上、しかし山内をコーチで呼んだのは土井自身）。イチロー自身も同様の証言をしており、実際にイチローの打法に対してしつこく干渉してきたのは、一軍打撃コーチだったという。そして、土井も2001年にピオリアを訪れ、シアトルの記者から「なぜ（イチローを）使わなかったんだ」と質問された際、「当時の打撃コーチが彼（イチロー）のフォームを好きじゃなかったから」と答えている。

#### イチローからみた土井に対する評価
膵臓がんに倒れた後に自身が評論家を務める東京スポーツに、通算3000安打達成の際に寄せたコメントでは、イチローが土井の体調を心配した事について触れていた他、イチローを二軍に落としたのは、あの段階ではまだ充分に体力がついていなかった為とコメントし、後年の活躍でバッシングを受けた際、イチローの父・鈴木宣之から「あの経験があったから現在がある」と慰められた事を紹介した。イチローも「いつも気にかけてくれていた」と証言しており、そうしたイメージを否定している。鈴木宣之は文藝春秋2018年2月号では「オリックスに入団して、一、二年目の監督だった土井正三さんにも感謝しなければなりません。あの二年間は、認めてもらえない悔しさがあり、プロで戦う体力を作っていく時間でもありました。エネルギーを溜めることができたからこそ、三年目で爆発できたのです。一つ一つの出会いが、大きな意味を持つことになりました。」と述べている。
イチローは2003年の時点で土井について度々言及しており、ビートたけしとの対談では「感謝しているんですよ。世間ではふたりの仲は良くないって言われてますけど、そうではないんですよ。土井さんは次の年のために、しっかりと体を作れっていう指示を出してくれていたみたいなんですよ」「その年で土井さんは監督を辞められたわけですけど、もし仰木監督の就任がなかったら、土井さんは僕を使う予定だったらしいんです」と述べ、ファン212人を前にした糸井重里との対談では、「土井監督と僕とは、みなさんが思っているような犬猿の仲じゃないんです」「お会いすればもちろんお話をしますし、本当に感謝しているんです。そこは、誤解しないでくださいね」と語っている。

### その他の選手・ファンとの関係
オリックスの投手であった星野伸之は、土井について「人柄はソフトで優しいが、野球のことになると、妥協を許さないところがあった」と評している。星野が1安打完封をした日、星野は監督室に呼ばれ、土井から「あのヒットだけどな、配球が違ってたな。ちゃんと投げとけば、ノーヒットノーランだったのに、もったいない」と30分程説教されたという。
長谷川滋利は「監督というのは数名の選手に好かれて、ほかの全員から嫌われるのは当然の話。そういうなかで僕は5連敗しても使ってもらいましたし、育ててもらったと感謝しています。僕だけではなくデカ（高橋智）さんを育てたのもそうですし、小川博文さんはもともと試合に出ていましたけど、レギュラーとして起用するようになったも土井監督。その後優勝する土台を作ったのは、僕は土井監督だと思っています。」と述べている。
野田浩司は、「当時の土井正三監督は抑えで使うつもりで僕を獲った、と言ってましたもん。オープン戦からずっと抑えをやっていたわけですけど、米田哲也投手コーチが「お前、無理。絶対、お前は先発だ。俺が先発に行かしたる」って。自分でも力投型だし、抑えのタイプではないと思っていました。リリーフをずっとテストされるんですけど、最後に神戸で阪神とのオープン戦があって、その最後の1イニングをピタリと抑えた。それを打たれていたら開幕二軍だったと思います。とりあえず開幕一軍に残ったんですけど、それまでずっと打たれていたんで抑えは無理やろうと…。それで先発5番手に入れたんですね。」、オリックス移籍後2試合目の登板となった近鉄戦で、2回まで4失点で2回で降板と思っていた時、土井から呼び出され「セ・リーグなら、こんなピッチングをしたら代打だが、パは投手に打席はない。俺は少々のことでは代えない。気持ちを入れ直して次の回からいってみろ。」と言われたという。3回からはペース配分など考えず投げ、4回は得意のフォークボールも落ち、5回には石嶺の3ラン本塁打でチームが逆転し、当時自己最多の15奪三振で移籍後初勝利となった。野田は土井の「俺は簡単に代えないよ」という言葉を意気に感じ、投げ続けたことが同年の最多勝につながったと語っている。
最下位に低迷していた1992年5月21日、西武戦（西武ライオンズ球場）に敗れて8連敗、借金17となり、試合終了後「土井、やめてまえ!」「おまえなんか、東京へ帰れ!」とオリックスファンの罵声を浴びるも、「西武に勝てないのは、競り弱いからだ。競り合いに勝つためには、コツコツやることも必要だ。」と言い、それ以外にも罰金制度を導入したり、ことあるごとにV9巨人の手法を持ち込んだ。
土井に批判的な選手もおり、ブーマー・ウェルズは土井について「土井監督が来てからチームは落ちていった。土井監督とうまくやれた選手がいない」と厳しい評価をしている。ブーマーは土井との確執で1991年限りでオリックスを退団した。
また、パンチ佐藤も自著「プロ野球・独断毒舌改造論」で土井を「D監督」とイニシャルで書いたり、引退時のインタビューで「プロへの扉を開いてくれた上田監督、芸能界への扉を開いてくれた仰木監督、…途中何かありましたけども」と土井の名を忌避したコメントで述べたりしている。パンチは「（土井は）オリックスの選手の名前も知らなかったですから」と述べている。
佐藤義則は「選手としては日本シリーズで巨人を破って3連覇を果たしたという自負があるので、V9の野球がすべてと言われてもちょっと待てよと思ってしまう。自分がコーチになっていろんな球団を巡るようになってあの時の経験が生きた。オリックス、阪神、日本ハム、楽天と渡り歩いてきた中で僕は前のチームはこうだったという話はなるべくしないようにしている。自分がコーチになった時に意識したのは前にいたチームのよさを強調されると前からいる人間は面白くないし寂しさを感じる。いい所を見てスタートしなければならない。その意味では土井監督との3年間は無駄ではないと思っている。」と述べている。
松永浩美は「マツはこのチームで一番野球が分かっていると思うから、何か頼むことがあるかもしれんけど、そのときはよろしく頼む。新監督にそう言われたら悪い気がしない。土井さんはことあるごとに「ミスターはな」「王ちゃんはな」「ジャイアンツはな」と古巣の話を出して反発する選手もいたが、自分が緩衝材になれればいいと思った」と述べている。
藤井康雄は「次の監督の土井正三さんもどんな人なのかわからんし…。期待と不安が入り交じっていました。球団は最初、長嶋茂雄さんにオファーしたんですよ。神戸に移ってスターが欲しかったんだろうと思います。それで長嶋さんが断って土井さんを推薦したんですよ。兵庫・育英出身で、巨人のV9戦士で野球をよく知っているしということで…。なんで巨人なの?って思いましたよ。上田さんの時ってミーティングもキャンプの初めに1回やるだけだったのに土井さんは練習後に毎晩（笑い）。ありえないことでした。中身も「巨人では…」っていう話ばかりで、なんかあったら「ジャイアンツではこうしてきた」。ベテランはもちろん、選手から総スカンでしたよ（笑い）。阪急で育っている選手は阪急のスタイルがあるから「ここはオリックスや!」って。土井さんの巨人話はシーズン中もずっと続いていて、ミーティングじゃなくてもベンチで小言で言ったり、個人的に誰かに言ったり…。コーチも監督が巨人の話ばかりするから大変だったと思いますよ。特に松永浩美さんと土井さんが話しているのなんか見たことない。福良淳一さんは同じ二塁手だったんで守備の話はしていたかもしれません。監督というより守備コーチという感じでしたね。でも…チームに新しいものを取り入れるのって難しいことなのかなって思いますよね。」と述べている
。
山沖之彦は「土井監督になってから、（上田監督時代は）若手扱いだったのにベテラン扱いにされ、秋季キャンプに呼ばれず、出場機会もなくなった。オリックスの方も阪急の色をなくしたかった。その典型が私です。嫁さん宝塚（歌劇団出身）やし」と回顧している。
南牟礼豊蔵とは波長が合わず、南牟礼は「最悪でしたね。ミーティングでは巨人ではこう、セ・リーグではこう、と耳にタコができるほど言われました。われわれ阪急組は“ここはパ・リーグじゃ、読売やあらへん”と言いながらノックを受けていました」。本人曰く、代打で起用されスリーバントを失敗すると、帽子を投げられ、土井から「俺の目が黒いうちは2度と野球ができなくしてやる!」と激怒された。
本西厚博は「嫌でしたね。巨人しか知らない人がいきなりパリーグに来て大丈夫なのかと。何を言ってもジャイアンツの話。ミスター（長嶋茂雄）の話。そこと比べちゃダメだと思いました。」、「それだけの選手がいましたから。大人の野球と言いますがこの場面で自分はこうすればいいんだと言うのを皆が分かっていました。だから大崩れしないですよ。監督が代わっても自分の役割を理解している選手ばかりだったのでBクラスに落ちるわけがないんですよ。」と述べている。
田口壮は大型内野手として大きく期待されていたが、上記の通り厳しい指導の結果極度のイップスにかかり、土井が退任した翌年の1994年に間もなくショートで出場し2度の悪送球し、後任監督の仰木彬から「もう、ええやろ」と言われ交代を命じられこの瞬間からスタメンの機会を失い、福良と田口自身の意向で外野手に転向し、それが功を奏しゴールデングラブ賞を5度記録する等日本のみならずMLBでもその守備力を発揮しワールドチャンピオンにも貢献する名外野手として活躍した。
立教大学と巨人のOBというイメージが強すぎたためか、「アンチ巨人」の多い関西ではことのほか厳しい野次が飛び、本拠地の試合ですら地元・神戸市の出身でありながら「東京へ帰れ」と野次られることもあった。また「巨人出身」であることに露骨な拒絶反応を示すファンもいたという。在任中に姫路市立姫路球場で行われたオープン戦では「勇者復活！土井サラバ！」「土井のサインは無視」などの過激な文言の横断幕が前身球団の阪急ブレーブスの球団旗とともに掲げられたことがあった。

## 詳細情報

### 年度別打撃成績
| 年 度      | 球 団      | 試 合 | 打 席 | 打 数 | 得 点 | 安 打 | 二 塁 打 | 三 塁 打 | 本 塁 打 | 塁 打 | 打 点 | 盗 塁 | 盗 塁 死 | 犠 打 | 犠 飛 | 四 球 | 敬 遠 | 死 球 | 三 振 | 併 殺 打 | 打 率 | 出 塁 率 | 長 打 率 | O P S |
| ---------- | ---------- | ----- | ----- | ----- | ----- | ----- | -------- | -------- | -------- | ----- | ----- | ----- | -------- | ----- | ----- | ----- | ----- | ----- | ----- | -------- | ----- | -------- | -------- | ----- |
| 1965       | 巨人       | 105   | 302   | 269   | 25    | 67    | 4        | 2        | 0        | 75    | 19    | 15    | 5        | 10    | 1     | 20    | 1     | 2     | 26    | 5        | .249  | .305     | .279     | .584  |
| 1966       | 巨人       | 129   | 480   | 420   | 67    | 103   | 10       | 1        | 5        | 130   | 39    | 14    | 12       | 25    | 2     | 29    | 0     | 4     | 32    | 1        | .245  | .299     | .310     | .609  |
| 1967       | 巨人       | 131   | 517   | 454   | 71    | 131   | 18       | 5        | 9        | 186   | 34    | 19    | 8        | 22    | 1     | 39    | 0     | 1     | 43    | 4        | .289  | .345     | .410     | .755  |
| 1968       | 巨人       | 124   | 516   | 464   | 68    | 136   | 18       | 5        | 3        | 173   | 47    | 21    | 4        | 14    | 6     | 29    | 0     | 3     | 43    | 10       | .293  | .334     | .373     | .707  |
| 1969       | 巨人       | 129   | 490   | 429   | 66    | 116   | 12       | 3        | 6        | 152   | 42    | 10    | 7        | 19    | 2     | 33    | 0     | 7     | 45    | 6        | .270  | .331     | .354     | .685  |
| 1970       | 巨人       | 113   | 418   | 375   | 50    | 94    | 11       | 1        | 5        | 122   | 19    | 10    | 3        | 15    | 4     | 24    | 2     | 0     | 39    | 3        | .251  | .293     | .325     | .618  |
| 1971       | 巨人       | 108   | 300   | 252   | 21    | 56    | 9        | 5        | 3        | 84    | 21    | 14    | 6        | 18    | 1     | 27    | 0     | 2     | 13    | 8        | .222  | .301     | .333     | .634  |
| 1972       | 巨人       | 123   | 456   | 393   | 50    | 106   | 10       | 2        | 8        | 144   | 37    | 9     | 6        | 19    | 1     | 37    | 1     | 6     | 24    | 14       | .270  | .341     | .366     | .707  |
| 1973       | 巨人       | 105   | 355   | 305   | 34    | 80    | 13       | 0        | 5        | 108   | 31    | 1     | 5        | 17    | 1     | 29    | 1     | 3     | 36    | 8        | .262  | .331     | .354     | .685  |
| 1974       | 巨人       | 94    | 162   | 145   | 13    | 27    | 6        | 0        | 0        | 33    | 12    | 4     | 0        | 7     | 1     | 8     | 0     | 1     | 11    | 4        | .186  | .232     | .228     | .460  |
| 1975       | 巨人       | 111   | 442   | 406   | 37    | 107   | 9        | 2        | 7        | 141   | 27    | 4     | 4        | 24    | 0     | 11    | 0     | 1     | 25    | 12       | .264  | .285     | .347     | .632  |
| 1976       | 巨人       | 89    | 255   | 231   | 25    | 58    | 9        | 4        | 2        | 81    | 20    | 4     | 1        | 8     | 3     | 10    | 0     | 3     | 22    | 5        | .251  | .287     | .351     | .638  |
| 1977       | 巨人       | 115   | 374   | 334   | 34    | 87    | 19       | 1        | 8        | 132   | 49    | 6     | 1        | 17    | 5     | 17    | 1     | 1     | 16    | 3        | .260  | .286     | .395     | .681  |
| 1978       | 巨人       | 110   | 435   | 376   | 46    | 107   | 11       | 1        | 4        | 132   | 28    | 4     | 3        | 27    | 2     | 27    | 2     | 3     | 18    | 7        | .285  | .336     | .351     | .687  |
| 通算：14年 | 通算：14年 | 1586  | 5502  | 4853  | 607   | 1275  | 159      | 32       | 65       | 1693  | 425   | 135   | 65       | 242   | 30    | 340   | 8     | 37    | 393   | 90       | .263  | .314     | .349     | .663  |

- 各年度の太字はリーグ最高

### 年度別監督成績
| 年度      | 年度      | チーム     | 順位      | 試合 | 勝利 | 敗戦 | 引分 | 勝率 | ゲーム差     | チーム 本塁打 | チーム 打率  | チーム 防御率 | 年齢         |
| --------- | --------- | ---------- | --------- | ---- | ---- | ---- | ---- | ---- | ------------ | ------------- | ------------ | ------------- | ------------ |
| 1991年    | 平成3年   | オリックス | 3位       | 130  | 64   | 63   | 3    | .504 | 18.5         | 127           | .261         | 3.90          | 49歳         |
| 1992年    | 平成4年   | オリックス | 3位       | 130  | 61   | 64   | 5    | .488 | 18.0         | 88            | .272         | 3.58          | 50歳         |
| 1993年    | 平成5年   | オリックス | 3位       | 130  | 70   | 56   | 4    | .556 | 3.5          | 125           | .253         | 3.24          | 51歳         |
| 通算：3年 | 通算：3年 | 通算：3年  | 通算：3年 | 390  | 195  | 183  | 12   | .516 | Aクラス：3回 | Aクラス：3回  | Aクラス：3回 | Aクラス：3回  | Aクラス：3回 |

### 表彰
- ベストナイン：2回 （二塁手部門：1968年、1969年）
- ダイヤモンドグラブ賞：1回 （二塁手部門：1978年）

### 記録
初記録
- 初出場・初先発出場：1965年4月12日、対中日ドラゴンズ3回戦（後楽園球場）、8番・遊撃手で先発出場
- 初安打：同上、5回裏に河村保彦から
- 初打点：同上、7回裏に水谷寿伸から左前適時打
- 初本塁打：1966年5月19日、対大洋ホエールズ8回戦（後楽園球場）、8回裏に新治伸治から左越ソロ

節目の記録
- 1000試合出場：1973年6月17日、対広島東洋カープ10回戦（広島市民球場）、6回表に島野修の代打で出場　※史上165人目
- 1000安打：1975年9月4日、対大洋ホエールズ22回戦（後楽園球場）、9回裏に山下律夫から三塁内野安打　※史上93人目
- 1500試合出場：1978年5月12日、対中日ドラゴンズ6回戦（ナゴヤ球場）、2番・二塁手で先発出場　※史上56人目

その他の記録
- オールスターゲーム出場：4回 （1967年 - 1969年、1973年）

### 背番号
- 6 （1965年 - 1978年）
- 66 （1979年 - 1980年）
- 72 （1986年 - 1988年）
- 75 （1991年 - 1993年）
- 71 （1996年 - 1998年）

## 関連情報

### CM
- カメラのドイ（現役引退後、評論家時代）- 土井淳と共演